# 14 de abril. La República
14 de abril. La República es una serie de televisión española dirigida por Jordi Frades y emitida por La 1 de TVE y producida por Diagonal TV que refleja el devenir de la Segunda República Española, período clave en la historia del siglo XX en España.

## Argumento
La familia De la Torre, una prestigiosa familia que reside en Madrid, vive el período de la Segunda República. Todos estos momentos están vinculados al nacimiento de una gran historia de amor que ata a Fernando de la Torre (Félix Gómez) a decidir entre Alejandra (Verónica Sánchez) y Mercedes (Mariona Ribas), enfrentándose con su mejor amigo: Jesús Prado (Alejo Sauras).

## Personajes
- Fernando de la Torre (Félix Gómez)
- Alejandra Prado (Verónica Sánchez)
- Mercedes León (Mariona Ribas)
- Jesús Prado (Alejo Sauras)
- Encarna Alcántara Prieto (Lucía Jiménez)
- Ventura Ascado (Fernando Cayo)
- Agustín de la Torre (Héctor Colomé)
- Leocadia Téllez-Girón (Cristina de Inza)
- Beatriz de la Torre (Úrsula Corberó)
- Rafael Mesa (Guillermo Ortega)
- Hugo de Viana (Raúl Peña)
- Isabel (Carolina Lapausa)
- Fernando Alcázar - Roberto Roldán (Víctor Clavijo)
- Luz Divina "Ludi" Mónica Vedia
- María del Pilar (Ana Villa)
- Francisco León (Carlos Kaniowsky)
- Antonio Prado (Álex Angulo)
- Francisco Rubiales "Paco el rubio" (Vicente Romero)
- Amparo Romero - Sonia Ivanovna (Marta Belaustegui)
- María Ivanovna (Vicky Peña)
- Gonzalo López - Ramiro Villaseca - Lázaro Ortiz (Roberto Enríquez)
- Ángel González Ruiz (Rodolfo Sancho)
- Roberto (Javier Pereira)
- Vicenta Ramírez (Ana Wagener)

Personajes que se incorporan en la segunda temporada:
- León Caneda (Sergio Mur)
- Mateo (Biel Durán)
- Nieves (María Cotiello)
- Alfonso (Elio González)
- Irene (María Casal)

## Producción
Es una serie derivada de La Señora y se estrenó el lunes, 24 de enero de 2011. La primera temporada acabó el lunes 18 de abril de 2011, abarcando desde el otoño de 1931 hasta septiembre de 1932. La segunda temporada de la serie que en principio tenía previsto que se emitiese en enero de 2012, consta de 17 capítulos, que serán los últimos de la serie y que abarcarán el periodo comprendido entre septiembre de 1932 y el 18 de julio de 1936, día en el que estalló la Guerra civil española.
El presupuesto fue de 15 millones de euros.

### Controversia y censura
A pesar de haberse programado para 2012, en diciembre de 2017 la segunda temporada seguía pendiente de emisión, a pesar de estar rodada y lista para su lanzamiento, lo que conllevó acusaciones de censura por parte de RTVE ya que coincidió  con el cambio de gobierno al Partido Popular. Inicialmente se justificó por la crisis y los recortes, sin embargo, son muchas las nuevas series grabadas y emitidas con posterioridad (Isabel, Carlos, rey emperador, Seis hermanas...). El aplazamiento de la emisión de la segunda temporada causó malestar entre los actores y la producción.
Finalmente, con un retraso de siete años, la dirección de ficción de TVE decidió programarla para la nueva temporada televisiva 2018/2019, cuando ya el PSOE había entrando en el gobierno de España en 2018. Se anunció que la segunda temporada se emitiría el 27 de octubre pero relegándola a la franja late night, a las 23:30, lo que causó el malestar de la producción. RTVE decidió entonces emitir el último episodio de la primera temporada en el horario previsto, y los nuevos episodios los sábados en prime time a las 22:05.

## Episodios
En sus trece emisiones, la primera temporada de 14 de abril. La República alcanzó una audiencia media de 3 515 000 espectadores y un 17% de cuota. Casi 22,8 millones de personas (51,7% de cuota) vieron algún momento de la ficción de TVE.
| Temporada | Temporada | Episodios | Episodios | Emisión original       | Emisión original    | Audiencia promedio | Cuota de pantalla promedio |
| Temporada | Temporada | Episodios | Episodios | Primera emisión        | Última emisión      | Audiencia promedio | Cuota de pantalla promedio |
| --------- | --------- | --------- | --------- | ---------------------- | ------------------- | ------------------ | -------------------------- |
|           | 1         | 13        | 13        | 24 de enero de 2011    | 18 de abril de 2011 | 3 516 000          | 17,0%                      |
|           | 2         | 17        | 17        | 3 de noviembre de 2018 | 26 de enero de 2019 | 913 000            | 6,2%                       |

### Primera temporada (2011)
| N.º en serie | N.º en temp. | Título                                              | Dirigido por         | Fecha de emisión original | Audiencia         |
| ------------ | ------------ | --------------------------------------------------- | -------------------- | ------------------------- | ----------------- |
| 1            | 1            | «La decisión»                                       | Jordi Frades         | 24 de enero de 2011       | 4 020 000 (19,2%) |
| 2            | 2            | «El precio del crédito»                             | Jordi Frades         | 31 de enero de 2011       | 3 679 000 (17,4%) |
| 3            | 3            | «La propuesta de Fernando»                          | Belén Macías         | 7 de febrero de 2011      | 3 413 000 (16,5%) |
| 4            | 4            | «Tiempos de cambio»                                 | Miguel Albaladejo    | 14 de febrero de 2011     | 3 370 000 (16,3%) |
| 5            | 5            | «Lo inevitable»                                     | Jorge Torregrossa    | 21 de febrero de 2011     | 3 605 000 (17,5%) |
| 6            | 6            | «La senda de los secretos»                          | Salvador García      | 28 de febrero de 2011     | 3 518 000 (17,0%) |
| 7            | 7            | «Un tema íntimo y personal»                         | Belén Macías         | 7 de marzo de 2011        | 3 282 000 (15,9%) |
| 8            | 8            | «El animal interior»                                | Jordi Frades         | 14 de marzo de 2011       | 3 388 000 (16,6%) |
| 9            | 9            | «Hermanos, enemigos»                                | Norberto López Amado | 21 de marzo de 2011       | 3 423 000 (16,7%) |
| 10           | 10           | «Intento frustrado»                                 | Jorge Torregrossa    | 28 de marzo de 2011       | 3 634 000 (17,2%) |
| 11           | 11           | «Soledades, búsquedas y otras pequeñas salvaciones» | Salvador García      | 4 de abril de 2011        | 3 400 000 (16,4%) |
| 12           | 12           | «Encrucijadas ventajosas»                           | Belén Macías         | 11 de abril de 2011       | 3 457 000 (16,8%) |
| 13           | 13           | «Quién siembra vientos...»                          | Jordi Frades         | 18 de abril de 2011       | 3 514 000 (18,2%) |

### Segunda temporada (2018-2019)
| N.º en serie | N.º en temp. | Título                                      | Dirigido por                      | Fecha de emisión original | Audiencia        |
| ------------ | ------------ | ------------------------------------------- | --------------------------------- | ------------------------- | ---------------- |
| 14           | 1            | «Promesas»                                  | Salvador García                   | 3 de noviembre de 2018    | 1 024 000 (6,9%) |
| 15           | 2            | «La última noche»                           | Salvador García                   | 10 de noviembre de 2018   | 894 000 (5,8%)   |
| 16           | 3            | «Vivir sin ti»                              | Xavi Berraondo                    | 17 de noviembre de 2018   | 891 000 (5,5%)   |
| 17           | 4            | «Lobos»                                     | Gracia Querejeta                  | 24 de noviembre de 2018   | 826 000 (5,3%)   |
| 18           | 5            | «Decisiones»                                | Manuel Martín Cuenca              | 1 de diciembre de 2018    | 741 000 (4,7%)   |
| 19           | 6            | «Ascenso y caída»                           | Salvador García                   | 8 de diciembre de 2018    | 785 000 (5,2%)   |
| 2021         | 78           | «Ojo por ojo»«Ni Dios ni amo»               | Xavi Berraondo Salvador García    | 15 de diciembre de 2018   | 815 000 (5,7%)   |
| 2223         | 9 10         | «Revolución» «Secretos»                     | Salvador García Jorge Torregrossa | 22 de diciembre de 2018   | 1 026 000 (7,3%) |
| 24 25        | 11 12        | «Al amanecer» «Vergüenzas»                  | Xavi Berraondo Miguel Albaladejo  | 29 de diciembre de 2018   | 1 148 000 (8,4%) |
| 26           | 13           | «Temores»                                   | Salvador García                   | 5 de enero de 2019        | 810 000 (6,2%)   |
| 27 28        | 14 15        | «Grandes esperanzas» «Hacia una vida nueva» | Xavi Berraondo Belén Macías       | 19 de enero de 2019       | 956 000 (6,1%)   |
| 29 30        | 16 17        | «Culpables» «Palabras contra pistolas»      | Belén Macías Jordi Frades         | 26 de enero de 2019       | 1 043 000 (7,3%) |

## Premios y nominaciones
| Año  | Lugar                                     | País   | Categoría                             | Nominado(s)                  | Resultado | Ref.   |
| ---- | ----------------------------------------- | ------ | ------------------------------------- | ---------------------------- | --------- | ------ |
| 2012 | Premios ATV                               | España | Mejor Producción                      | Jaume Banacolocha y Joan Bas | Ganadores | [ 35 ] |
| 2012 | Premios de la Unión de Actores y Actrices | España | Reparto TV - Categoría Masculina      | Álex Angulo                  | Ganador   | [ 36 ] |
| 2012 | Premios de la Unión de Actores y Actrices | España | Secundario TV - Categoría Masculina   | Alejo Sauras                 | Ganador   | [ 36 ] |
| 2012 | Premios de la Unión de Actores y Actrices | España | Reparto TV - Categoría Masculina      | Víctor Clavijo               | Nominado  | [ 37 ] |
| 2012 | Premios de la Unión de Actores y Actrices | España | Protagonista TV - Categoría Masculina | Félix Gómez                  | Nominado  | [ 37 ] |